# Stamatis Katsimis
Stamatis Katsimis (Grieks: Σταμάτης Κατσίμης) (30 mei 1982) is een Grieks autocoureur. Hij reed in veel juniorcategorieën voordat hij in 2008 meedeed aan de Superleague Formula voor Olympiacos CFP voor de laatste twee rondes.

## Superleague Formula resultaten
| Jaar | Inschrijving   | 1    | 2    | 3    | 4    | 5    | 6    | 7    | 8    | 9       | 10     | 11      | 12      | Rang | Punten |
| ---- | -------------- | ---- | ---- | ---- | ---- | ---- | ---- | ---- | ---- | ------- | ------ | ------- | ------- | ---- | ------ |
| 2008 | Olympiacos CFP | DON1 | DON2 | NÜR1 | NÜR2 | ZOL1 | ZOL2 | EST1 | EST2 | VAL1 13 | VAL2 9 | JER1 13 | JER2 16 | 17   | 161    |